# سیارک ۱۸۷۱۲۳
سیارک ۱۸۷۱۲۳ (به انگلیسی: 187123 Schorderet، نامگذاری:2005QO84) صد و هشتاد و هفت هزار و صد و بیست و سومین سیارک کشف شده‌است که در ۳۰ اوت ۲۰۰۵ کشف شد.